# Historiografia na Espanha

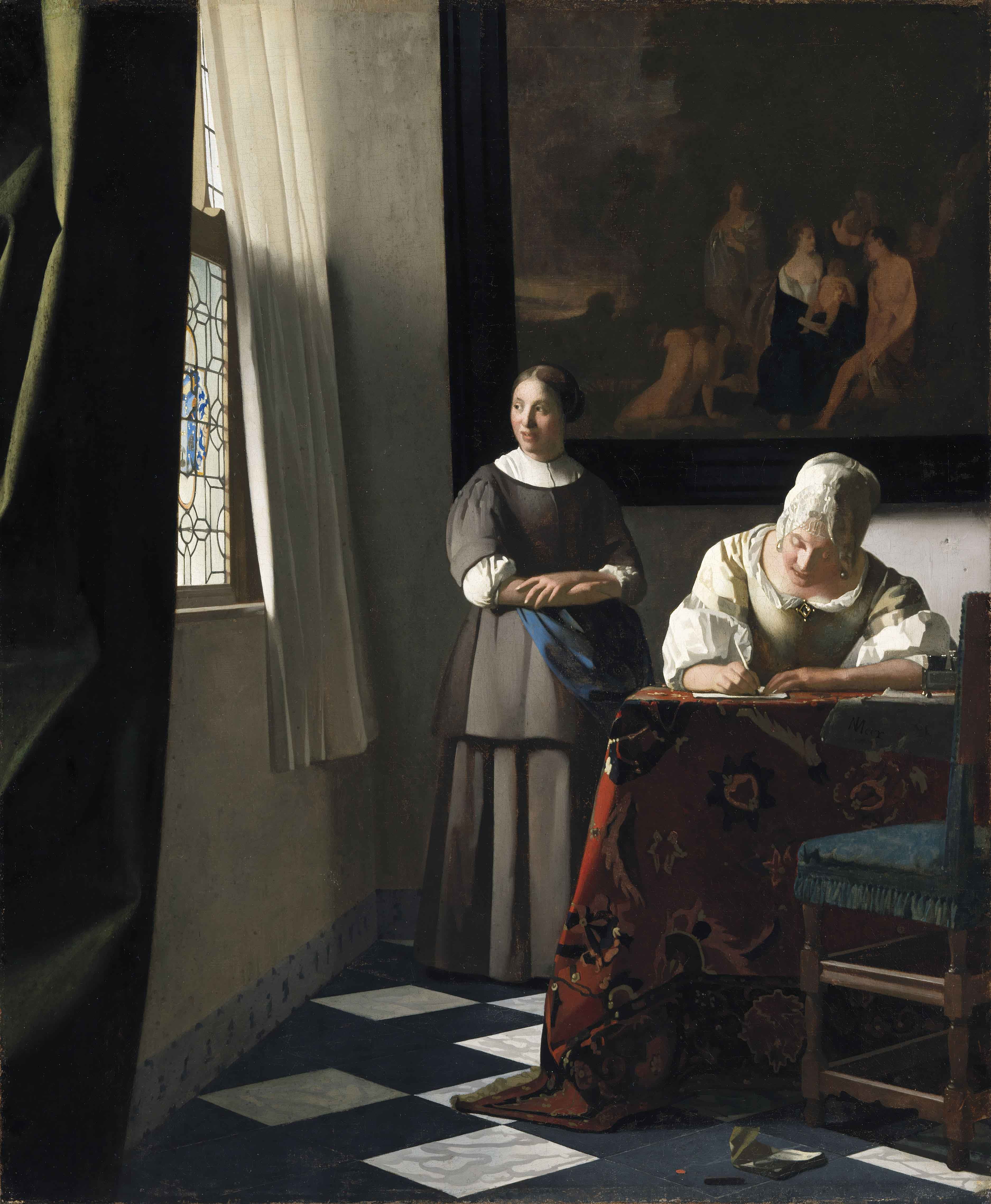
Mulher escrevendo (Johannes Vermeer)

A historiografia espanhola é talvez o mais completo exemplo de um esforço secular para manter a continuidade da memória escrita do passado, que tão bons serviços prestou desde as crónicas medievais que justificavam a Reconquista, para reforçar o poder dos reis nos vários reinos cristãos.

## Historiografia espanhola medieval e moderna

### Alandalus
Na primeira metade do século X da Era cristã, Maomé Alrazi redigiu a primeira história geral da Península Ibérica, "Akhbār mulūk Alandalus" continuada por outros Alrazi: o seu filho Ahmad (conhecido o "Mouro Rasis") e o deste (Issa ibne Amade). Esta história foi divulgada nos reinos cristãos com o nome de "Crónica do Mouro Rasis", que foi utilizada por Jiménez de Rada.
Aríb de Córdoba, secretário de Aláqueme II, escreveu uma Crónica de seu governo, e no mesmo reinado Muhammad al-Khushanī (morto em 361/971) o "Kitāb al-qudā bi-Qurtuba" história dos cádis (juízes) de Córdova.
À época de Almançor escreveu-se uma história controladíssima, como é a de Ibn Asim, significativamente intitulada de "al-Ma'atir al-camiriyya" ("Gestas amiríes"), obra apenas conhecida por referências.
Entre os historiadores do século XI, na idade de ouro que coincidiu com a desagregação do califado e o surgimento dos reinos taifa, os cordoveses Abzeme ("Fisal" ou "História crítica das religiões, sectas e escolas") e ibne Haiane ("Muqtabis el Matín").
De família do Alandalus emigrada, o tunisino ibne Caldune (fim do século XIV, início do XV), tem sido muito valorizado como um dos predecessores da filosofia da história e por suas abordagens inovadoras nas áreas da economia e da sociologia no seu "Al-Muqaddimah" ("História").
Já fora do período da presença muçulmana no Alandalus completa a historiografia islâmica clássica Almacari, com o seu "Nafh al-Tib" (séculos XVI-XVII), que reúne muitas das fontes anteriores. As fontes muçulmanas, em geral, são menos conhecidas, e incluem aquelas posteriores à Reconquista, como a pouco conhecida "História" de ibne Idari (século XVI).

### As crónicas

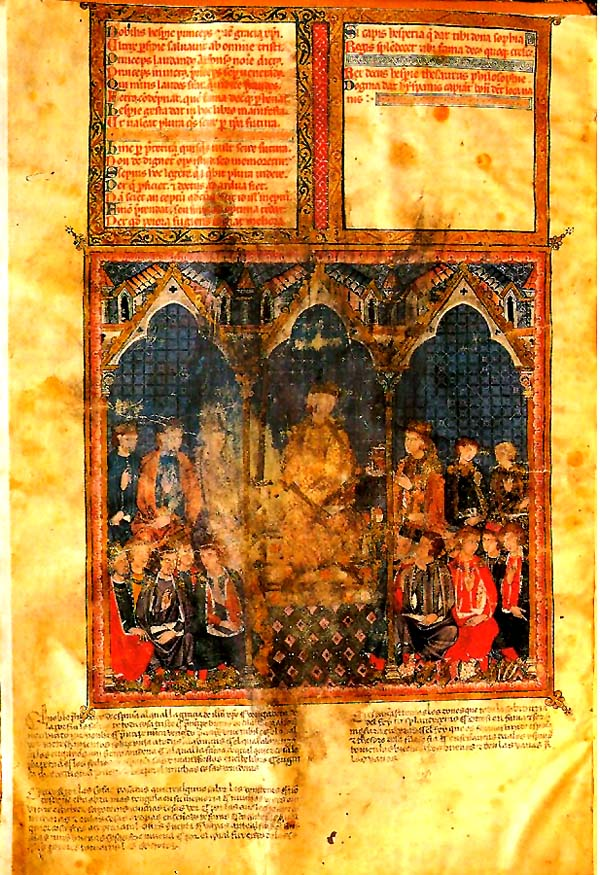
"Estoria de España", de Afonso X, século XIII

Para o Principado das Astúrias, o Reino de Leão e o Reino de Castela encadeiam-se sucessivamente em um conjunto abrangente, que realmente começa com duas crónicas redigidas em território andalusino: a "Crónica bizantina-árabe" (741) e a "Crónica Moçárabe"(754), que precedem uma crónica actualmente perdida do reinado de Afonso II e estabelecem a sua continuidade com as de Afonso III ao final do século IX ("Crónica Albeldense", "Crónica Rotense", "Crónica Profética" e "Crónica Sebastianense"), a de Sampiro (do reinado de Bermudo II de Leão, por volta do ano 1000), as do século XII ("Crónica Silense" ou do monge anónimo de Santo Domingo de Silos, por volta de 1110, a de Pelayo, Bispo de Oviedo, a "Crónica do Imperador Afonso VII" e a do monge anónimo de Nájera, estas três do final do século), as do reinado de Fernando III de Leão e Castela ("Chronicon mundi" de Lucas, bispo de Tui, "Crónica Latina dos reis de Castela" de Juan, bispo de Osma e "De rebus Hispaniae" de Rodrigo Jiménez de Rada, arcebispo de Toledo), as de Afonso X de Leão e Castela ("História de Espanha", editado pelo filólogo Ramón Menéndez Pidal com o título de "Primeira Crónica General", e a "Grande e General Estoria"); chegando ao século XIV, em que se destacam as "Crónicas" de Pedro López de Ayala ("Crónica do rei D. Pedro", a de Henrique II, a de João I e a inacabada de Henrique III), mais sóbrias e próximas aos factos que as suas contemporâneas europeias, embora o seu objectivo principal seja o da auto-justificação de seu autor, Chanceler de Castela, que compôs ainda o "Rimado de Palacio", onde descreve os seus contemporâneos.
No século XV, a recompilação de crónicas multiplicou-se: a "Suma de crónicas de España", de Pablo Garcia de Santa Maria (até 1412); "Crónica de Juan II" (sobre eventos de 1406 a 1434) por Álvar Garcia de Santa Maria (c. 1370 - 1460), irmão de Pablo (e retomada com o nome de "Crónica del Halconero" por Pedro Carrillo de Huete, sendo refundida por Lope de Barrientos); Alfonso Martínez de Toledo (arcipreste de Talavera) escreveu em 1443 uma "Atalaia das Crónicas"; a "Crónica" de Álvaro de Luna (1453), é atribuída a Gonzalo Chacon; Diego de Valera escreveu a "Crónica abreviada de Espanha" ou "Crónica Valeriana" (1482), que terminou no reinado de João II, o "Memorial de diversas hazañas", o de Henrique IV (1486 - 1487) e a "Crónica de los Reyes Católicos" (até 1488).
Nos outros reinos cristãos peninsulares, a literatura cronística é algo mais tardia, mas produz a primeira história geral da Espanha em uma língua romântica: o "Liber regum", redigido entre 1194 e 1211 em Aragonês, que conta a história dos distintos reinos cristãos desde as origens míticas da história peninsular. O Condado de Aragão produziu em 851 a "Passio beatissimarum birginum Nunilonis atque Alodie". E do posterior Reino de Aragão dispomos dos "Anales de San Juan de la Peña", do século XII, que foram copiados na "crónica homónima". Do mesmo século data uma "Breve história ribagorzana de los reyes de Aragón".
Para a Coroa de Aragão, após as "Gestas veterum Comitatum Barcinonensium e Regum Aragonensium" (iniciada no século XII e continuada até ao século XIV), destaca-se o "Llibre dels feyts" ou "Crónica de Jaime I o Conquistador"; a "Crónica de San Juan de la Peña" ou de "Pedro, o Ceremonioso"; a Crônica de Muntaner, que abrange o período de 1207 a 1328, incluindo a famosa expedição dos Almogávares, da qual participou, e a de Bernat Desclot "Llibre del rei En Pere d'Aragó e dels seus antecessors passats" (segunda metade do século XIII).
Completam o quadro peninsular a "Crónica de los Reyes de Navarra" (1454), do Príncipe de Viana (composta para justificar a sua aspiração ao trono), e os "Annales Portugaleses Veteres" (987-1079).

### Século XVI

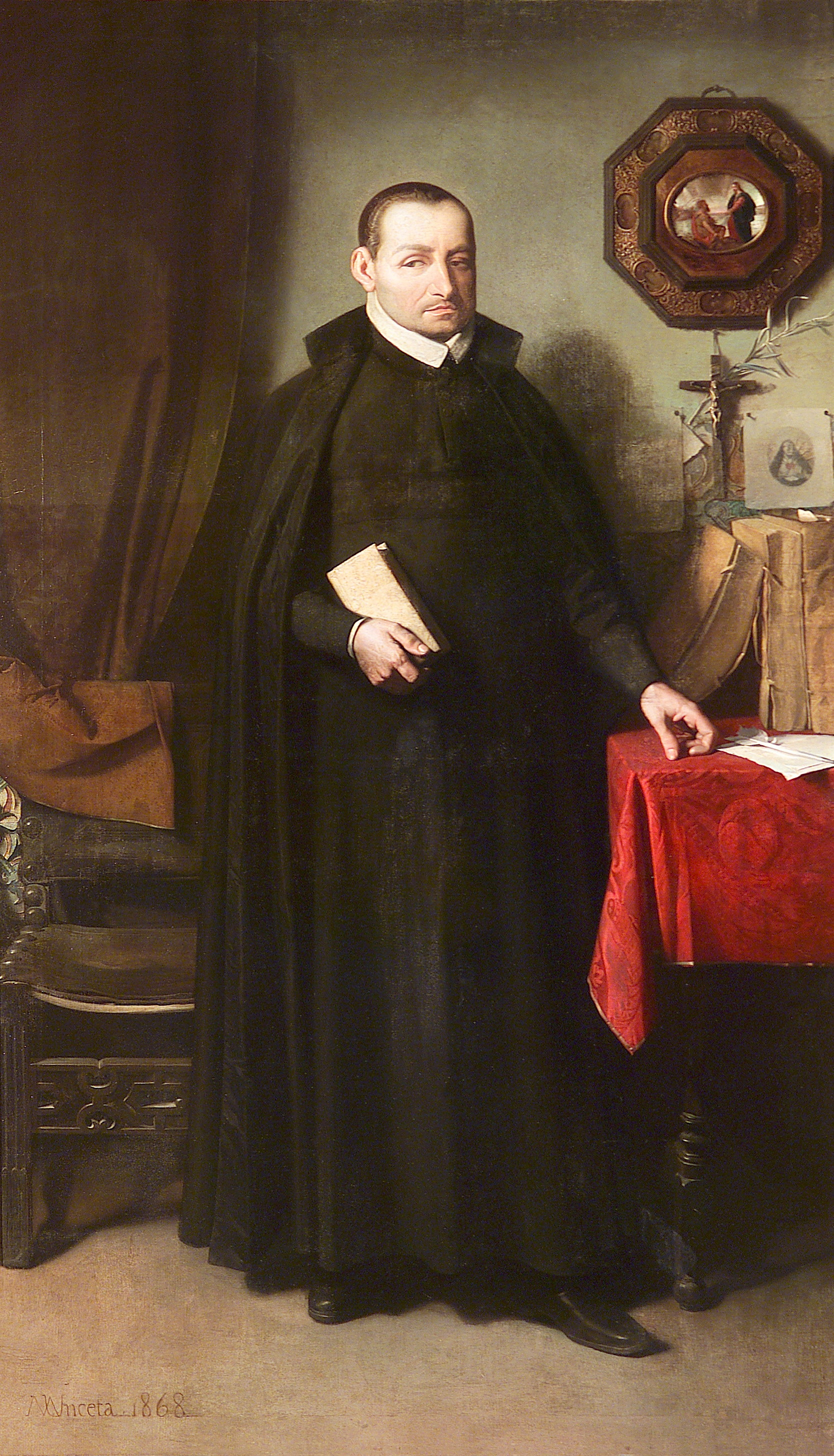
Bartolomé Leonardo de Argensola

Após a unificação dos Reis Católicos, já na Idade Moderna, continua com a mesma função, explicitamente, a monumental "História da Espanha", do Padre Mariana ("De Rebus Hispaniae libri XX", 1592, aumentada para trinta livros em sua própria tradução para o castelhano em 1601). Este religioso tornou-se célebre por sua defesa do tiranicídio em "De Rege et regendi ratione" escrito para a educação de Filipe III de Espanha.
Outros cronistas do século XVI foram Florián de Ocampo e Ambrosio de Morales (continuando a "Crónica General" em cinco livros, iniciada por aquele); Jerónimo Zurita ("Anales de la Corona de Aragón") e Esteban de Garibay ("Compendio Historial de las Chronicas y Universal Historia de todos los reynos de España").

### Século XVII
A historiografia barroca inclui manipulações históricas fantasiosas, como os "plomos del Sacromonte" ou os falsos cronicões "Ramón de la Higuera". Fray Prudencio de Sandoval continua a crónica de Ocampo e Morales e redige uma "Historia de la vida y hechos del Emperador Carlos V"; Pedro de Salazar y Mendoza, uma "Origen de las dignidades seglares de Castilla y León" e Bartolomé Leonardo de Argensola, os "Anales de Aragón".
Em fins do século XVII, a reflexão sobre a própria historiografia surge na Espanha como uma necessidade decorrente do acúmulo de tão vasto corpo cronístico, sendo a sua primeira tentativa a "Noticia y juicio de los más principales historiadores de España, de Gaspar Ibáñez de Segovia, marquês de Mondéjar (publicado após a sua morte em 1708).

### Outros géneros historiográficos
Outros géneros historiográficos também foram cultivados desde a Idade Média, como o tratamento de uma figura isolada (o ciclo de El Cid) e, já no século XV, as memórias (Leonor Lopez de Cordoba, circa 1400), a biografia ("El Victorial" de Gutierre Díez de Games, "Generaciones y Semblanzas" de Fernán Pérez de Guzmán) e a relação de um evento pontual como o "Libro del paso honroso de Suero de Quiñones", de Rodríguez de Lena. Os livros de viagens como o de Pedro Tafur o de Ruy González de Clavijo (que foi embaixador diante de Tamerlão), também proporcionam valiosas informações.

## Os cronistas das Índias

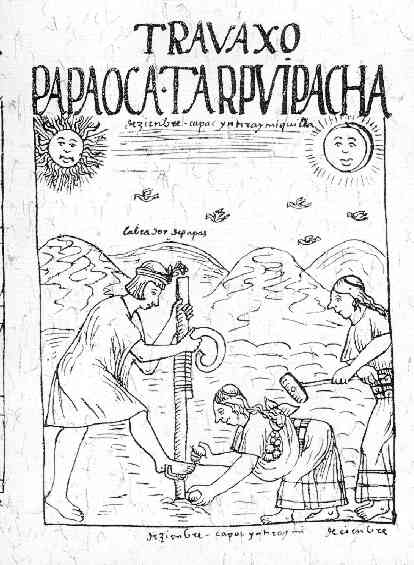
O trabalho inca em ilustração da Nueva Corónica y Buen Gobierno de Felipe Guaman Poma de Ayala (1616)

As primeiras obras de História da América, desde as "Relações" do próprio Cristóvão Colombo, do seu filho Fernando e muitos outros exploradores e conquistadores como Hernán Cortés ou Bernal Diaz del Castillo ("Historia Verdadera de la Conquista de la Nueva España"), têm um nítido caráter de auto-justificação. A tendência contrária, de Bartolomé de las Casas ("Brevísima relación de la destrucción de las Indias") foi tão importante que deu origem à controvérsia dos "justos títulos", à qual deu réplica Juan Ginés de Sepúlveda; e mesmo à chamada "Lenda negra", divulgada por toda a Europa como propaganda antiespanhola. A visão dos povos indígenas, que viram os seus documentos e cultura material serem pilhados e destruídos, foi possível em alguns casos excepcionais, como a do Inca Felipe Guaman Poma de Ayala.
Oficialmente, o cargo de Cronista das Índias iniciou-se com a documentação recolhida por Pedro Mártir de Anglería passou, em 1526, a Fray Antonio de Guevara, cronista de Castela; e com Juan Gómez de Velasco que fez o mesmo com os papéis do Cosmógrafo-mor Alonso de Santa Cruz, que acumulou o cargo de cronista. Antônio de Herrera foi nomeado Cronista-mor das Índias em 1596, e publicou entre 1601 e 1615 a "Historia general de los hechos de los castellanos en las islas y Tierra Firme del mar Océano", conhecida como "Décadas". Antonio de León Pinelo (criado em Lima, e que havia recompilado as "Leis da Índias"), Antonio de Sólis e Pedro Fernández del Pulgar exerceram o cargo durante o século XVII. No século XVIII a instituição consolidou-se com a criação de duas outras, muito importantes para a manutenção da memória e da historiografia espanhola: a Real Academia de la Historia e o Archivo General de Indias. Ainda houve tempo para destacar-se a figura de Juan Bautista Muñoz ("Historia del Nuevo Mundo", que não chegou a completar).

## O Iluminismo

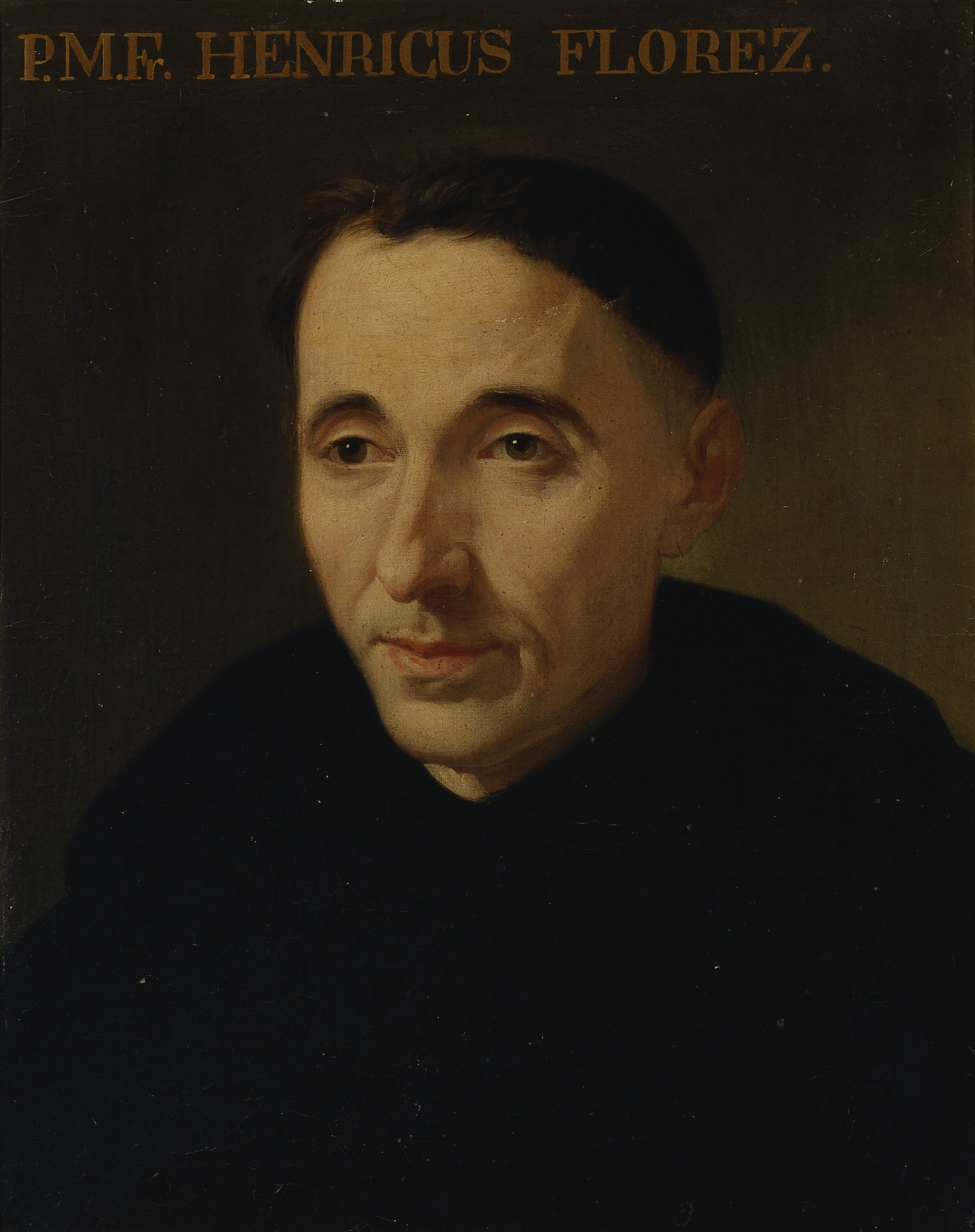
O padre Flórez, iniciador de La España Sagrada

No século XVIII, ocorreu uma mudança fundamental: as abordagens intelectuais do Iluminismo por um lado, e a descoberta de um "outro" em culturas fora da Europa (o exotismo, o mito do "bom selvagem") por outro, suscitam um novo espírito crítico (embora, na realidade, fossem circunstâncias semelhantes às que se podiam observar em Heródoto). São postos em questão os prejuízos culturais e o universalismo clássico.
A descoberta de Pompeia renovou o interesse pela Antiguidade clássica (neoclassicismo) e fornece os materiais que inauguram uma ciência emergente da arqueologia. As nações européias distantes do Mediterrâneo buscam as suas origens históricas nos mitos e lendas que, por vezes, foram inventadas (como em "Ossian" de James Macpherson, que simulou ter encontrado o Homero Celta).
Também se interessam pelos costumes nacionais os franceses François Fénelon, Voltaire ("História do império russo sob Pedro, o Grande" e "O século de Luís XIV", 1751) e Montesquieu, que teorizou sobre ele em "O Espírito das Leis". Na Inglaterra, Edward Gibbon escreveu a sua monumental obra "História do declínio e queda do Império Romano" (1776-1788), onde fez da precisão um aspecto essencial do trabalho do historiador.
Os limites da historiografia no século XVIII são a submissão à moral e a inclusão de juízos de valores, de modo que o seu objectivo continua limitado.
Na Espanha destaca-se a publicação de "España Sagrada", do padre agostiniano Enrique Flórez, recompilação de documentos da história eclesiástica, expostos com critério ultraconservador (1747 e continuada após a sua morte, até ao século XX) e a "Historia crítica de España" do jesuíta desterrado Juan Francisco Masdeu; a partir de uma perspectiva mais ilustrada temos o regalista Melchor Rafael de Macanaz, o crítico Gregorio Mayans y Siscar (um dos seus discípulos, Francisco Cerdá y Rico, tentou imitar Lorenzo Valla ao discutir a veracidade do voto de Santiago medieval), e mais tarde, nesse mesmo século, ao próprio Gaspar Melchor de Jovellanos, Juan Sempere y Guarinos, Eugene Larruga y Boneta ("Memorias políticas y económicas"), e ao excelente documento recompilatório que é "Viaje de España" de  Antonio Ponz. A meio caminho entre as duas tendências encontra-se o exemplo de Juan Pablo Forner, casticista na sua famosa "Oración apologética por España y su mérito literiario" (1786) e reformista em outras obras, publicadas após a sua morte.

## Oséculo XIX: a História, ciência erudita

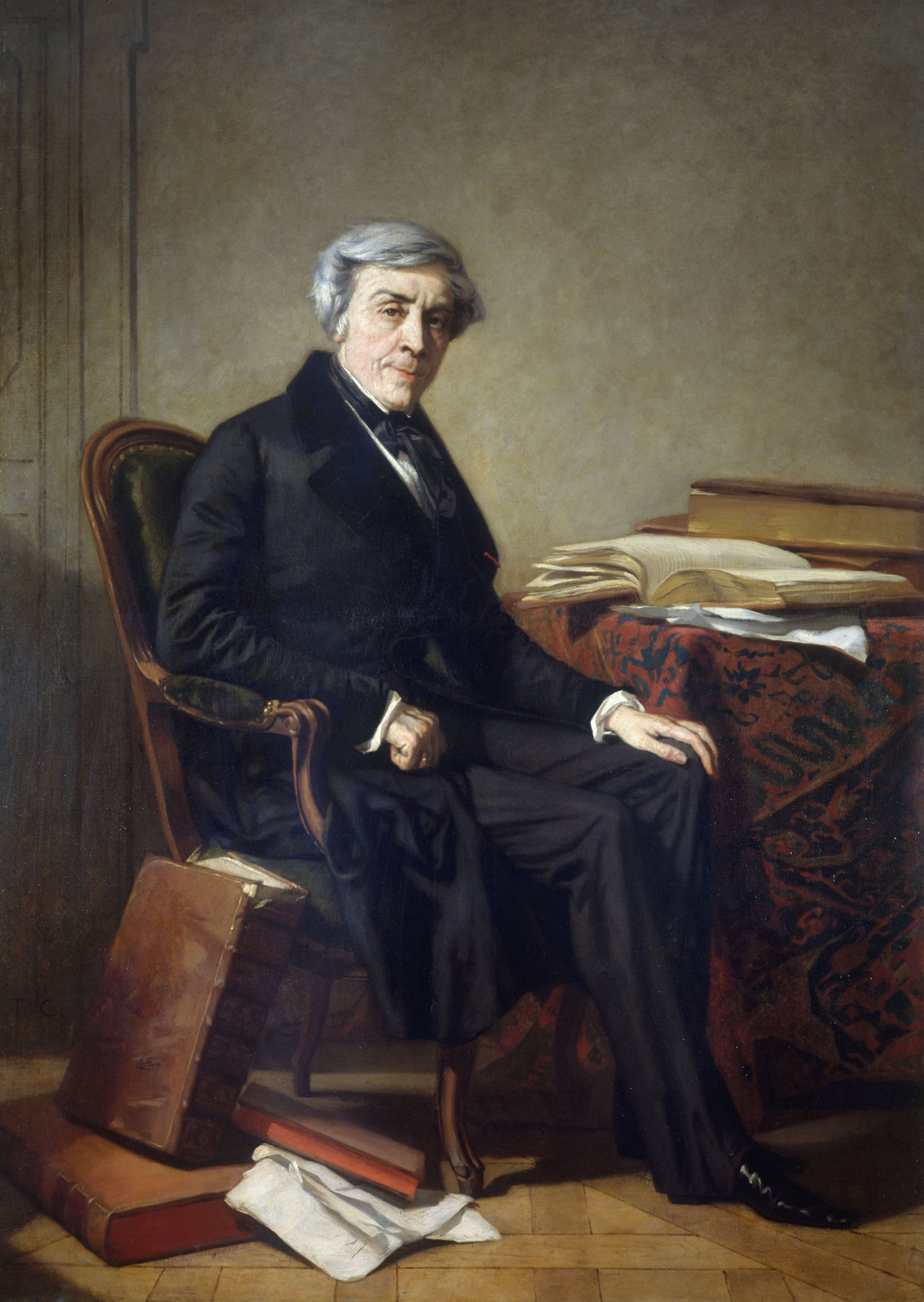
Jules Michelet, o historiador da Revolução Francesa

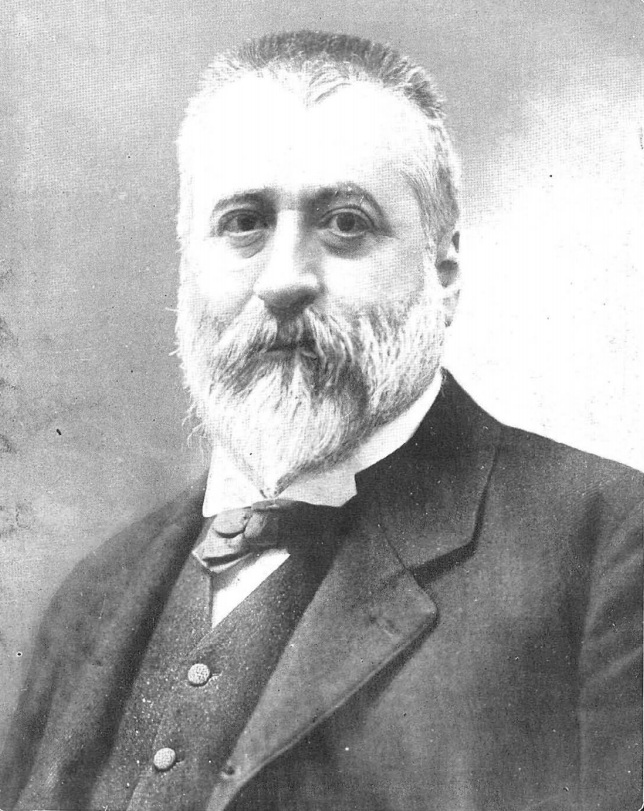
Menéndez y Pelayo

O século XIX foi um período rico em mudanças, tanto na maneira de conceber a história como na de escrevê-la.
Na Alemanha, esta evolução havia se produzido antes, e já estava presente nas universidades da Idade Moderna. Agora, a institucionalização da disciplina deu lugar a vastos corpos que reuniam e transcreviam as fontes, sistematicamente. Entre estes, o mais conhecido é o "Monumenta Germaniae Historica", a partir de 1819. A História ganha uma dimensão de erudição, mas também de actualidade. Pretende rivalizar com as demais ciências, sobretudo com o grande desenvolvimento que estas atravessam, à época. Theodor Mommsen contribui para dar à erudição as suas bases críticas, em seu "Römische Geschischte" ("História de Roma", 1845-1846), além de ter colaborado no citado "Monumenta Germaniae Historica" e no "Corpus Inscriptionum Latinarum".
Na França, foi considerada como uma disciplina intelectual distinta de outros géneros literários desde o começo do século, quando os historiadores profissionalizaram-se e fundaram os arquivos nacionais franceses (1808). Em 1821, fundou-se a "Ècole nationale des Chartes", primeira grande instituição para o ensino da História no país.
A partir da década de 1860, o historiador Fustel de Coulanges escreveu "a história não é uma arte, é uma ciência pura, como a física ou a geologia". Sem dúvida, a história implica o debate da sua época e é influenciada pelas grandes ideologias, como o liberalismo de Alexis de Tocqueville e François Guizot. Sobretudo deixou-se influenciar pelo nacionalismo e mesmo pelo racismo. Coulanges e Mommsen transladaram para o debate historiográfico o enfrentamento da Guerra franco-prussiana de 1870. Cada historiador tende a encontrar as qualidades de seu  povo (o "génio"). É o momento de fundação das grandes histórias nacionais.
Os historiadores românticos, como Augustin Thierry e Jules Michelet, mantendo a qualidade da reflexão e a exploração crítica das fontes, sem receando espraiar-se no estilo, mantiveram-na  como uma arte. Os progressos metodológicos não impediram contribuir para as ideias políticas de seu tempo. Michelet, em sua "História da Revolução Francesa" (1847-1853), contribuiu igualmente para a definição da nação francesa contra a ditadura dos Bonaparte, assim como para o revanchismo antiprussiano (faleceu pouco depois da batalha de Sedan). Com a Terceira República Francesa, o ensino da História conformou-se a um instrumento de propaganda a serviço da formação dos cidadãos, e continuou a sê-lo durante todo o século XX.
Outro dos fundadores da historiografia no século XIX foi Leopold Von Ranke, que se destacou pela sua elevada crítica com as fontes usadas na História. Adepto das análises e das racionalizações, o seu lema era "escrever a História tal como foi". Desejava relatos de testemunhas visuais, enfatizando sobre o seu ponto de vista.
Hegel e Karl Marx introduziram o viés social na História. Os historiadores anteriores haviam-se concentrado nos ciclos ciclos de apogeu e crise dos governos e das nações. Uma nova disciplina emergente trouxe a análise e a comparação em grande escala: a Sociologia. A partir da História da Arte, estudos como o de Jacob Burckhardt sobre o Renascimento converteram-se na referência para entender os fenómenos culturais. A Arqueologia pôs em contacto o mito com a realidade histórica, tanto no Egipto como na Mesopotâmia e Grécia (Heinrich Schliemann em Troia, Micenas e Tirinto, e mais tarde Arthur Evans em Creta); tudo isso em um ambiente romântico e aventureiro que lentamente foi-se depurando para tornar-se científico, ainda que não desapareça, como demonstra a tardia aparição de de Howard Carter (Tutancâmon) e a imagem popular dos arqueólogos que se perpetua no cinema (Indiana Jones). A Antropologia aplicada à explicação dos mitos produziu o monumental trabalho de James George Frazer ("The Golden Bough; a Study in Magic and Religion" ("O ramo de ouro", 1890), a partir do qual os historiadores puderam repensar o seu ponto de vista sobre a relação das sociedades humanas de todas as épocas com a magia, a religião e inclusive a ciência.
Durante o século XIX, a Espanha conseguiu preservar o seu património documental com a criação da Biblioteca Nacional de Espanha e do Arquivo Histórico Nacional da Espanha, mas não se distinguiu por uma grande renovação da sua historiografia que, salvo o arabismo de Pascual de Gayangos, ou da historia económica de Manuel Colmeiro, aparece dividida entre uma corrente liberal (Modesto Lafuente y Zamalloa, Juan Valera), e outra reaccionária, cujo expoente, o erudito e polígrafo Marcelino Menéndez y Pelayo  (Historia de los heterodoxos españoles), é uma digna continuação da tradição que nasceu com Santo Isidoro e passou pela Historia do Padre Mariana e pela España Sagrada do Padre Flórez.

## Oséculo XX
A história vai se afirmando como uma ciência social, uma disciplina científica envolvida com a sociedade. Nos princípios do século XX, a história já havia adquirido uma dimensão científica incontestável.

### A história, entre o positivismo e o ensaísmo
Instalado no mundo académico, erudito, a disciplina foi influenciada por uma versão empobrecida do positivismo de Auguste Comte. Pretendendo objectividade, a história limitou o seu objecto: o fato ou evento isolado, o centro do trabalho de um historiador, é considerado como a única referência para responder correctamente ao imperativo da objectividade. Tampouco se ocupa por estabelecer relações de causalidade, substituindo por retórica o discurso que se pretendia científico.
Simultaneamente, e em contraste, desenvolvem-se disciplinas similares, que tendem à generalização como a história cultural e a história das ideias, com Johan Huizinga ("O Outono da Idade Média") ou Paul Hazard ("A crise da consciência europeia") entre os seus iniciadores. Ensaístas como Oswald Spengler ("O Declínio do Ocidente"), e Arnold J. Toynbee ("Um Estudo da História") em controvérsia famosa, publicam profundas reflexões sobre o próprio conceito de civilização, que juntamente com a "Revolta das Massas" ou "España invertebrada", de José Ortega y Gasset obtiveram extraordinária divulgação, como um reflexo do pessimismo intelectual do entre-guerras. Mais próximo ao método do historiador, e não menos profundo, é o trabalho de seus contemporâneos, o Belga Henri Pirenne ("Mohammed e Charlemagne", em português, "Maomé e Carlos Magno"), ou o australiano Vere Gordon Childe (pai do conceito "Revolução Neolítica").
Contudo, a grande transformação na história dos eventos vem de contribuições externas: Por um lado, o materialismo histórico de inspiração marxista, que introduz a economia nas preocupações do historiador. Por outro lado, a perturbação provocadas pela historiografia pelos desenvolvimentos políticos, técnicos, económicos ou sociais vividos pelo mundo, sem esquecer os conflitos mundiais. Novas ciências auxiliares surgem ou desenvolvem-se consideravelmente: a Arqueologia, a Demografia, a Sociologia e a Antropologia, sob a influência do estruturalismo.

### Um subgénero: as comemorações

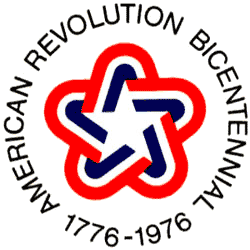
Logotipo oficial das comemorações do bicentenário da Revolução Americana

Por outro lado, a utilização da história para celebrar acontecimentos que atendam a anos "redondos" (centenários, decenários, etc.) constitui-se numa oportunidade de destaque profissional para os historiadores, de aproximação da disciplina do grande público e de álibi para diferentes tipos de justificações. O bicentenário dos Estados Unidos da América (1976) havia sido um precedente difícil de superar, em termos de cobertura mediática e custos económicos. A mais recente, no caso da Espanha foi a da Guerra Civil Espanhola (1976, com a inovadora exposição do Palacio de Cristal do Retiro da qual foi curador Javier Tusell; 1986, o cinquentenário que se aproveitou para recordar, particularmente, a Machado e a Garcia Lorca com a esquerda no poder; 1996; 2006, com discussões sobre a memória histórica), Carlos III de Espanha (1988, na emulação da paralela preparação do bicentenário francês), o "Quinto Centenario del Encuentro entre dos Mundos" (1992), Cánovas (1998), o "Año Quijote" (2005). Existe mesmo a Sociedad Estatal de Conmemoraciones Culturales, que mantém um movimentado calendário..
Sem a necessidade de celebrar algo mais concreto do que a sua próprio intemporalidade, mas com o mesmo zelo justificativo (no que leva milénios de vantagem), a Igreja Católica espanhola tem feito o mais notável conjunto de exposições: "Las Edades del Hombre", uma revisão temática dos assuntos religiosos ilustrada sucessivamente com diferentes suportes histórico-artísticos elegantemente seleccionados e expostos (livros, músicas, esculturas, etc.) de maneira itinerante pelas catedrais de Castela e Leão, as quais em si mesmas já justificam as visitas. O mesmo formato e curador teria "Imaculada", para assinalar os 150 anos de aniversário do dogma (Catedral da Almudena, Madrid, 2006) e que serviu para compensar a recente inauguração do edifício, de gosto e decoração discutíveis. Inspirada nelas foi realizado pelo Governo de Navarra a exposição "Las Edades de un Reino" (Pamplona 2006, coincidindo com o centenário de São Francisco Xavier em Javier).

### Os hispanistas

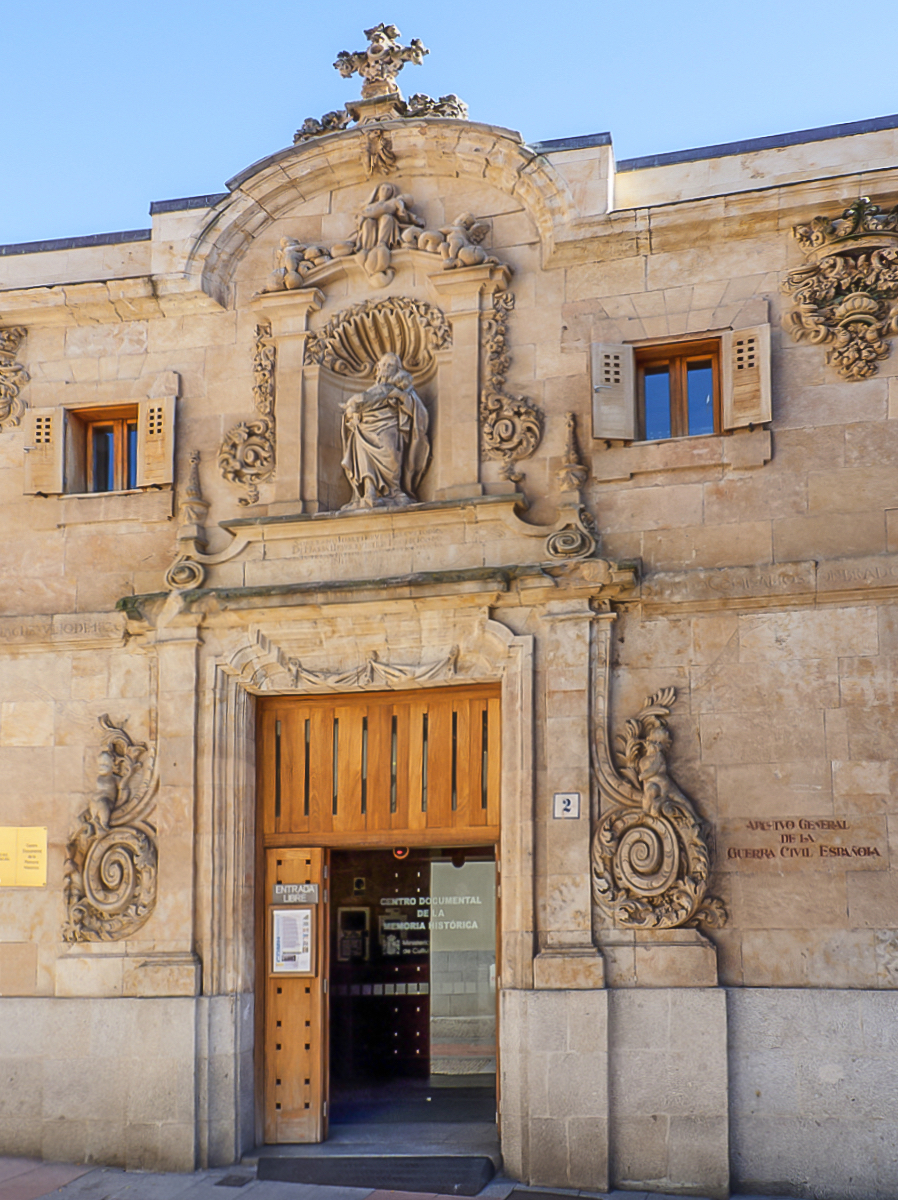
Arquivo da Guerra Civil em Salamanca

A disponibilidade de matéria-prima documental nos arquivos espanhóis atrai profissionais formados nas universidades europeias e estadunidenses, em uma espécie de "fuga de cérebros" ao contrário, que renovou a metodologia e as perspectivas dos historiadores espanhóis.
Maurice Legendre foi um dos iniciadores do hispanismo francês através da "Casa de Velazquez", seguido por uma lista impressionante: Marcel Bataillon (com o seu imprescindível "Erasmo na Espanha"), Pierre Vilar ("Cataluña en la España Moderna" e a sua breve mas influente "Historia de Espanha"), Bartolomé Bennassar (um modelo de como a história local pode ser integrada na corrente central da historiografia de vanguarda com o seu "Valladolid en el siglo de oro"), Georges Demerson, Joseph Pérez (autoridades para as Comunidades, a Inquisição, os judeus…), Jean Sarrailh (exemplo de síntese de uma época com "La España ilustrada de la segunda mitad del siglo XVIII").
O hispanismo anglo-saxão tem como um dos seus decanos Gerald Brenan (observador do "El laberinto español" desde a sua posição estratégica nas Alpujarras), secundado por uma lista não menos impressionantes que a dos franceses: Hugh Thomas (durante muito tempo o autor mais citado em sua especialidade com "Spanish Civil War"), John Elliott (com "El Conde-Duque de Olivares" deu mostras de como uma biografia pode reflectir uma época), John Lynch, Henry Kamen, Ian Gibson (Irlandês nacionalizado espanhol, autor de biografias dos principais gigantes culturais do século XX), Paul Preston, Gabriel Jackson, Stanley G. Payne, Raymond Carr, Geoffrey Parker, Edward Malefakis e outros.

### Historiografia espanhola contemporânea
Entretanto, as universidades espanholas viram-se esvaziadas pela Guerra Civil Espanhola e pelo exílio interno e externo. Na metade do século XX pode ser observado, espalhado pelo mundo, um grande grupo de indivíduos: Ramón Menéndez Pidal, Américo Castro, Claudio Sánchez Albornoz, Julio Caro Baroja José Antonio Maravall, Jaume Vicens Vives (a quem se deve, entre outras contribuições, a criação do "Índice Histórico Español" em 1952), Antonio Domínguez Ortiz, Luis García de Valdeavellano, Ramon Carande y Thovar…
No pós-guerra foi fundado o CSIC, em cujo organograma se incluem departamentos da história. A requisição dos documentos por parte do lado vencedor, com a finalidade de repressão política e a sua concentração permitiram o funcionamento de uma secção do "Archivo Histórico Nacional" em Salamanca, especializado na Guerra Civil Espanhola (desde 1999 denominado de "Archivo General de la Guerra Civil Española"). Foi o centro de uma polémica que ultrapassou o âmbito do historiográfico para entrar plenamente no do político, muito intensa entre 2004 e 2006, para a devolução à Generalidad de Cataluña dos originais dessa instituição e de outras Catalãs (os chamados "papéis de Salamanca"), que se pode considerar como parte da controvérsia simultânea em torno da recuperação da chamada memória histórica.
Na segunda metade do século XX produziu-se uma forte renovação metodológica em todos os ramos da ciência história, e multiplicaram-se os departamentos universitários. Alguns historiadores retornaram do exílio, onde haviam mantido como referenciais para uma forma de fazer história não submetida à censura. É o caso de Manuel Tuñón de Lara, preocupado com a reflexão metodológica (materialismo histórico) uma vez que mantém uma postura militante na política. É de se destacar o trabalho realizado, também em França, pela Editorial Ruedo Ibérico, cujos livros foram distribuídos de forma semiclandestina, assim como de algumas no México (Fondo de Cultura Económica).
Há uma clara divisão entre uma minoria de historiadores conservadores (Luis Suárez Fernández, Ricardo de la Cierva) e uma maioria receptiva às novas tendências, que não forma uma corrente historiográfica unida. A esse respeito, veja-se Gonzalo Anes, Julio Aróstegui, Miguel Artola, Angel Bahamonde, Bartolomé Clavero, Manuel Espadas Burgos, Manuel Fernández Álvarez, Emiliano Fernández de Pinedo, Josep Fontana, Jordi Nadal, Gabriel Tortella, Javier Tusell, Julio Valdeón e outros.
Também são dignas de nota as figuras destacadas em campos de estudo concretos: a de Francisco Tomás y Valiente e Alfonso García-Gallo na História do Direito, a de Emilio García Gómez no Arabismo, e a de Guillermo Céspedes del Castillo no Americanismo, a de Antonio García y Bellido e a de Antonio Blanco Freijeiro na Arqueologia, as de Pedro Bosch Gimpera, Luis Pericot, Juan Maluquer ou Emiliano Aguirre na Pré-história (a deste último vinculada ao início do excepcional depósito de Atapuerca, cujo estudo é continuado por Juan Luis Arsuaga, Eudald Carbonell e José María Bermúdez de Castro que puseram a pré-história espanhola no centro das atenções mundiais).

### História excêntrica. A mistificação. Falsear a história
Não pode deixar de referir-se o que poderia ser chamado de "história excêntrica", ou fora do "consenso" ou campo central do trabalho dos historiadores "oficiais". Sempre existiu literatura semelhante e poderia ser recordado um exemplo notável, como Ignacio Olagüe e o seu livro "A Revolução Islâmica no Ocidente", que pretendeu provar a inexistência da invasão árabe no século VIII, e que obteve alguma repercussão nas décadas de 1960 e 1970.
Actualmente, o debate sobre a Segunda República Espanhola, a Revolução de Outubro de 1934 e a Guerra Civil Espanhola, que afecta inclusive questões como que data assumir como o início da mesma, está enchendo as prateleiras dos supermercados com uma literatura que alguns chamam de revisionismo histórico, em paralelo com o negacionismo do Holocausto.
Não é a espanhola a única historiografia que se defronta com a excentricidade: o caso mais chamativo dos últimos anos foi, seguramente, a da atribuição da descoberta da América ao almirante chinês Zheng He.
Ultrapassar a fronteira da história excêntrica é ingressar em cheio na fraude histórica, terreno em que há egrégios precedentes: a partir da "Doação de Constantino" (que pretendia justificar o poder temporal dos papas) ao "Os Protocolos dos Sábios de Sião" (que alimentaram o antissemitismo e estão na origem da Conspiração Judaico-Maçónica). O caso estapafúrdio mais recente (sem lograr alcançar o sucesso dos anteriores, na medida do possível, em comparação com as tentativas fracassadas de falsificação da história, como os plomos del Sacromonte), e o dos casos famosos (e falsos) dos "Diários de Hitler", publicados pela revista alemã Stern em 1983, com os que um historiador tão sério como Trevor Roper foi enganado ou deixou-se enganar.
A utilização da historiografia para falsear a história é tão antiga como a própria disciplina (que teria que remontar pelo menos a Ramessés II e à Batalha de Cadexe), mas no século XX a capacidade que o Estado e os meios de comunicação de massa (chamados de quarta potência) alcançaram, permitiram aos regimes totalitários jogar com a capacidade de mudar a história, não só em direcção ao futuro, mas para o passado. A novela 1984 de George Orwell (1948) é um testemunho de que isso era credível. As fotografias retocadas foram uma especialidade, não apenas de Stálin contra Trotsky, mas de Franco com Hitler. O próprio Winston Churchill tinha claro, mesmo dentro da democracia, que "a História será amável comigo porque tenho a intenção de escrevê-la" Reflectir sobre se a história é escrita pelos vencedores é uma tarefa mais própria da filosofia da história.
A verdade é que, na história, tudo muda, nada é permanente, e muito menos a sua ocultação, como evidenciado pelo debate sobre a escalada da malignidade, entre a esquerda e a direita, que ainda dará tantos livros como o de Stéphane Courtois ("O livro negro do comunismo", 1997).